# Tillandsia ulrici
Tillandsia ulrici är en gräsväxtart som beskrevs av Renate Ehlers. Tillandsia ulrici ingår i släktet Tillandsia och familjen Bromeliaceae. Inga underarter finns listade i Catalogue of Life.